# Instansordning
Instansordning, juridik, den ordning, som råder inom domstolsväsendet i det hänseendet, att domstolarna står till varandra i ett förhållande av över- och underordning, så att mål anhängiggöras vid lägre domstol och därefter genom användande av rättsmedel mot dess beslut (eller genom underställning) överföras till högre rätt.
Idag gäller för de allmänna domstolarna ordningen
- Tingsrätt
- Hovrätt
- Högsta domstolen

och för förvaltningsdomstolar
- Förvaltningsrätt (till 2010 Länsrätt)
- Kammarrätt
- Högsta förvaltningsdomstolen (tidigare Regeringsrätt)

## Tidigare instansordning
Vad angår de allmänna domstolarna, fanns i Sverige fram till 1849 fyra instanser, nämligen första instans: häradsrätt på landet och kämnärsrätt i stad; andra instans: lagmansrätt på landet och rådstuvurätt (stavades rådstufvurätt) i stad; tredje instans: hovrätt; och fjärde instans: Högsta domstolen. 
Kämnärsrätt fanns dock inte i alla städer, och lagmansrätterna tog över huvud taget inte befattning med andra än civila mål, inte med brottmål. 
Genom kunglig förordning 18 april 1849 inskränktes instansernas antal till tre genom att kämnärs- och lagmansrätterna upphävdes. I vissa mål fungerade hovrätt som första instans;
främst vad gällde åtal mot ämbetsmän för ämbetsbrott. Vissa mål angående åtal mot ämbetsmän upptas omedelbart av Högsta domstolen.

## Specialdomstolar
För militära mål fanns fram till 1949 tre instanser: krigsrätt, krigshovrätt och Högsta domstolen; för vissa mål angående ämbetsbrott av präst fanns också fram till 1949 tre instanser: domkapitel, hovrätt och Högsta domstolen; för ägodelningsmål fanns fram till 1971 två instanser: ägodelningsrätt och Högsta domstolen.

## Instansordning i andra sammanhang
Orden instanser och instansordning används inte enbart angående domstolarna, utan även med avseende andra myndigheter, som står till varandra i ett förhållande av över- och underordning.